# Namsan
Namsan (koreanska: 남산) är en kulle i Sydkorea.   Den ligger i provinsen Seoul, i den nordvästra delen av landet, i huvudstaden Seoul. Toppen på Namsan är 267 meter över havet, eller 217 meter över den omgivande terrängen. Bredden vid basen är 5,2 km.
Terrängen runt Namsan är platt åt sydost, men åt nordväst är den kuperad. Namsan ligger uppe på en höjd som går i nord-sydlig riktning. Runt Namsan är det mycket tätbefolkat, med 10 000 invånare per kvadratkilometer. Närmaste större samhälle är Seoul, 1,7 km norr om Namsan. Runt Namsan är det i huvudsak tätbebyggt.